# Midnight Commander
Der Midnight Commander, kurz mc, des GNU-Projekts ist ein freier Klon des Norton Commander; wie dieser unter DOS im Textmodus stellt auch der Midnight Commander eine zweispaltige Ansicht auf einem Terminal oder einer Terminalemulation bereit und zählt zu den bekannteren Konsolen-Programmen unter Linux.
Über ein virtuelles Dateisystem ist auch ein transparenter Zugriff auf Archive und Netzwerkserver möglich, wie z. B. FTP oder Samba.

## Geschichte
Der Midnight Commander wurde 1994 von Miguel de Icaza entwickelt und war dessen erster Beitrag zum GNU-Projekt. Über seine Intention, den mc zu schreiben, sagt Icaza selbst:

„Ich wollte einen guten Dateimanager haben, weil ich aus der DOS-Welt kam, wo es ein ähnliches Tool gab, das ziemlich gut war.“

In früheren Versionen von 1999 bis 2001 hatte er als gmc (für „GNU Midnight Commander“) zusätzlich eine grafische Benutzeroberfläche und war der erste Dateimanager des GNOME-Projekts, galt aber als sehr fehlerhaft. Nach der Integration von Nautilus als Standard-Dateimanager in Gnome wurden die grafischen Funktionen wieder aus mc entfernt. Die fehlende grafische Benutzeroberfläche ist aber auch ein Vorteil, da sich der Midnight Commander so auch über eine Telnet- oder SSH-Verbindung (die in einer Konsole läuft) auf einem Zielsystem nutzen lässt.
Zwischenzeitlich wurden zwei Windows-Portierungen des Midnight Commander umgesetzt, davon wird jedoch nur noch mcwin32 weiterentwickelt.
Die Entwicklung des Midnight Commander stand mehrere Jahre still, bevor ihn Anfang 2009 eine Gruppe von Programmierern wiederbelebte und Version 4.6.2 veröffentlichte. Trotz der relativ langen Zwischenzeit, in der das Projekt nicht weiterentwickelt wurde, hat es auch heute noch eine sehr weite Verbreitung.